# Stadium 1
Lo Stadium 1 di Indian Wells è lo stadio principale dell'impianto conosciuto come Indian Wells Tennis Garden.
Costruito nel 2000 esso può contenere fino ad un massimo di 16.100 persone e dall'anno della sua apertura ospita le partite del torneo di Indian Wells.